# Лобнорский язык
Лобно́рский язык — тюркский язык, входящий в карлукско-хорезмийскую группу. Считается восточным диалектом уйгурского языка.

## Происхождение и лингвистические особенности
Исторически встречались утверждения о близком родстве между лобнорцами и кыргызами, однако более свежие исследования указывают на то, что лобнорский является диалектом уйгурского языка. Среди причин — произношение слова «айақ» («нога»), непохожее на хакасские языки («адақ»); отсутствие элизии конечного «ғ/g» в суффиксах: лобнорское «taglig» соответствует татарскому «tawlï» и киргизскому «тоолуу».
Особенностями лобнорского являются последовательная гармония гласных и прогрессивная ассимиляция согласных, влияющие на реализацию суффиксов; слияние родительного и винительного падежей, образование простого непрошедшего времени суффиксом, представляющим собой грамматикализированный постверб {-(y/A2)di}; образование непрошедшего длительного времени конвербом {-(I)p} и поствербом «йат».
Относительно статуса лобнорского как языка или диалекта нет научного консенсуса, его классифицируют и так и так.